# 桑威奇 (肯特郡)
桑威奇（英語：Sandwich），位于英格兰东南部，是肯特名誉郡中，斯陶尔河畔多佛爾區的一个历史悠久的村镇与民政教区，人口6,800人。

## 友好城市
- 法國 翁弗勒尔